# Biologe
Biologen analysieren und erforschen Strukturen und Vorgänge bei Menschen, Tieren, Pflanzen und Mikroorganismen. Dazu führen sie Experimente mit biochemischen, mikroskopischen oder biophysikalischen Verfahren durch. Im engeren Sinne sind Biologen Naturwissenschaftler mit Studium im Gebiet der Biowissenschaften. Als Interessenvertretung der Biologen versteht sich der Verband Biologie, Biowissenschaften und Biomedizin in Deutschland.

## Biologiestudium
Studienplätze für einen Bachelor- oder Masterstudiengang im Fach Biologie werden in Deutschland von den einzelnen Universitäten vergeben. Studienplätze für den Biologie-Abschluss „Lehramt“ werden nur für Nordrhein-Westfalen von der Stiftung für Hochschulzulassung vergeben, ansonsten sind Bewerbungen unmittelbar an die Hochschulen zu richten. Da die deutschen Hochschulen grundsätzlich das Recht haben, eigene Auswahlkriterien für die Vergabe von Studienplätzen zu entwickeln, ist es für potentielle Bewerber zwingend nötig, sich über die jeweils gültigen Bewerbungsbedingungen des gewünschten Hochschulortes genau zu informieren, um die Chancen für eine Zulassung abschätzen zu können. Die Studierenden sind in Deutschland heute schätzungsweise zu mehr als 60 Prozent weiblich.
Für das Lehramtstudium im Fach Biologie empfiehlt die Bundesagentur für Arbeit als weiteres Fach das Studium der Chemie oder das Studium in einem anderen naturwissenschaftlichen Fach.

## Geschichte
Vorläufer der Biologen waren die als Naturforscher bezeichneten Akademiker und Privatgelehrten, die teils Philosophie und/oder Medizin studiert hatten oder als „dilettantische Laien“ naturwissenschaftliche Forschung betrieben.
Bis in die 1970er-Jahre hatte die Ausbildung im Biologie-Grundstudium zwei Schwerpunkte: das Kennenlernen der Artenvielfalt und eine Schulung in den wichtigsten physiologischen Vorgängen der Zellen und der Organe von Tieren und Pflanzen. Später erlangten ökologische und neurobiologische Fragestellungen zunehmende Bedeutung und eröffneten Chancen für eine berufliche Tätigkeit.
Heute sind die typischen Tätigkeiten vor allem die Teilbereiche Genetik, Gentechnik, Mikrobiologie und Molekularbiologie. Für Biologen ist es ein Problem, dass Arbeitsplätze in Industrie und Handel an promovierte Bewerber mit Berufserfahrung und niedrigem Lebensalter vergeben werden, Biologen aber häufig unmittelbar nach dem Studium allenfalls an Forschungseinrichtungen eine Chance haben, zu promovieren; dort erwerben sie aber in der Regel keine – von Industrie und Handel erwünschten – betriebswirtschaftlichen Kenntnisse.
Einer Statistik für Baden-Württemberg zufolge (Stand: Januar 2021) beträgt der Frauenanteil unter den Absolventen eines Erststudiengangs im Fachgebiet Biologie 70,3 %, während der Frauenanteil unter den Professorinnen und Professoren in der Biologie 29,6 % beträgt.

## Arbeitsmarkt
Einer Statistik aus dem Jahr 2004 zufolge haben damals rund zwei Drittel aller Absolventen eines Biologie-Studiengangs in den Bereichen Schule, Hochschule und Forschung gearbeitet, die Mehrzahl davon als Lehrer an öffentlichen Schulen.
Die Chance, nach der akademischen Ausbildung eine „dauerhafte“ Beschäftigung außerhalb des Lehramts zu finden, ist für Biologen in Deutschland seit vielen Jahren allerdings relativ gering. Jedes Jahr bewerben sich rund 7000 neue jobsuchende Absolventen um eine Stelle (Stand: Februar 2019), die zudem noch mit Chemikern und Mathematikern im Wettbewerb um Jobs stehen. Häufig muss daher anfangs eine befristete Beschäftigung inkauf genommen oder dauerhaft auf freiberuflicher Basis gearbeitet werden.
In der Privatwirtschaft konkurrieren Biologen bei Bewerbungen um eine Stelle ferner mit Biochemikern, Ärzten und Pharmazeuten und sind häufig im Nachteil, weil das Ausbildungsprofil der Biologen vergleichsweise weniger stark konturiert ist. Im Vorteil sind Biologen, die zum Beispiel im Nebenfach Pharmazie bzw. Pharmakologie studiert oder betriebswirtschaftliche Kenntnisse erworben haben, fundierte EDV- und Fremdsprachenkenntnisse sowie Auslandsaufenthalte vorweisen können. Ernsthafte Konkurrenz für Biologen sind ferner die meist wesentlich praxisnäher ausgebildeten Biologisch-technischen Assistenten.
Dauerhafte Beschäftigung finden Biologen oftmals in Nischen wie denen des Pharmaberaters, im Bereich der klinischen Prüfung von Arzneimitteln, als Produktmanager in Pharmaunternehmen, als Wissenschaftliche Dokumentare sowie im Bereich der Museumspädagogik und des Wissenschaftsjournalismus. Auch für die Wartung und Reparatur technischer Apparaturen im Auftrag der Herstellerfirmen werden Biologen beschäftigt, da sie die technische Seite der Geräte beherrschen und Labor-Arbeitsabläufe kennen.
Das Einstiegsgehalt von Biologen / Abschluss Bachelor liegt im öffentlichen Dienst bei ca. 2900 Euro brutto pro Monat, für Biologen / Abschluss Master bei ca. 3800 Euro brutto im Monat; in Unternehmen kann das Einstiegsgehalt deutlich höher sein. Auf lange Sicht können fest angestellte, promovierte Biologen sowohl in Unternehmen als auch im öffentlichen Dienst mit einem Gehalt von bis zu 70.000 Euro pro Jahr rechnen (Stand: März 2019).